# Teratolytta monticola
Teratolytta monticola là một loài bọ cánh cứng trong họ Meloidae. Loài này được Bologna in Bologna & Di Giulio miêu tả khoa học năm 2006.